# Алі Карнай
Алі Карнай (справжнє ім'я Імамгали Мухаметдинович Зулькарнаєв; 1904–1943) — башкирський письменник і перекладач, журналіст, військовий кореспондент. Член Спілки письменників Башкирської АРСР (1934).

## Біографія
Алі Карнай (Зулькарнаєв Імамгалі Мухаметдинович) народився 6 січня 1904 року в селі Великі Шади (нині Мішкінський район Башкортостану).
В 1924 закінчив Бірський педагогічний технікум, а в 1927 — Вищі кооперативні курси Центрсоюзу в Ленінграді. З 1927 працював інструктором в Башкирському республіканському союзі споживчих товариств.
З 1928 року був співробітником газети «Йюш юсил», а з 1929 року — «Башурдістан». У 1928—1930 роках співпрацював із редколегією журналу «Аллахиззар» («Безбожники»).
З 1930 року працював у газеті «Колгосп». У 1932 році — редактор Ішимбайської газети «Башортостостан вишки» («Вишка Башкортостану»). У роки Другої світової війни Карнай працював відп. редактором дивізійної газети «Кизил атлилар» («Червоні кіннотники»).
У 1932 — 1935 роках — відповідальний секретар газети «Вишка Башкортостану» в Ішимбаї. Член ВКП(б) із 1940 року.
Учасник Німецько-радянської війни (1941—1943). У роки війни Алі Карнай був головним редактором газети 112-ї Башкирської кавалерійської дивізії «Чилыл атлалар» («Червоні кінноти»). Трагічно загинув у липні 1943 року. Похований у Чернігівській області у районі Анавки.

## Творча діяльність
Творча діяльність розпочалася у 1924 році. Перша збірка оповідань та несерів «На повороті» («Боролмала») опублікована в 1928 році. Карнай — автор багатьох повістей, оповідань та нарисів про життя трудівників села, про зародження в республіці нафтової промисловості. Найбільш відомі твори Карна — повість «Ми повернемося» («Беҙ ҡайтирбиҙ», 1940 йил) про події Жовтневого перевороту та громадянської війни в Башкирії. 1935 року вийшла книга «Ішимбай». В 1940 видана окремою книгою повість «Ми повернемося».
Карнай писав книги для дітей — збірка оповідань «Турғай» («Воробей», 1936).
Переклав на башкирську мову твори М. Гоголя, М. Горького, Р. Роллана та ін.

## Основні твори
- Збірник оповідань «На повороті» (1928)
- Повість «Вогні у степу» (1932)
- Нарис «Ішимбай» (1935)
- Повість «Ми повернемося» (1942)
- Збірник для дітей «Жайворонок» (1936), рус. пров. (1970)